# Sturnira hondurensis
Sturnira honurensis — вид кажанів, поширених у Центральній Америці (Сальвадор, Гватемала, Гондурас, пд. Мексика, Нікарагуа). Раніше його вважали підвидом Sturnira ludovici, але з 2010 року його вважають окремим.

## Опис
Його козелки довгі та серпоподібні.

## Біологія та екологія
Він веде нічний спосіб життя, вночі шукає їжу, а вдень спить. Вдень він ночує в захищених місцях, наприклад на деревах. Породи дерев, які використовуються для ночівлі, включають Liquidambar styraciflua, Quercus sartorii, Trema micranthum та Enterolobium cyclocarpum. Вид плодоядний. Харчується переважно плодами родини пасльонових.

## Таксономія й етимологія
Був описаний як новий вид у 1940 році Джорджем Гудвіном. З моменту відкриття його іноді вважали підвидом Sturnira ludovici. Проте дослідження 2010 року показало, що, хоча S. honurensis тісно пов'язаний зі S. ludovici, він досить відмінний, щоб вважатися його власним видом. Його видова назва «hondurensis» латиною означає «належить до Гондурасу». Ймовірно, Гудвін вибрав hondurensis, тому що голотип цього виду був зібраний поблизу Сан-Хосе, Гондурас.